# コレセプター

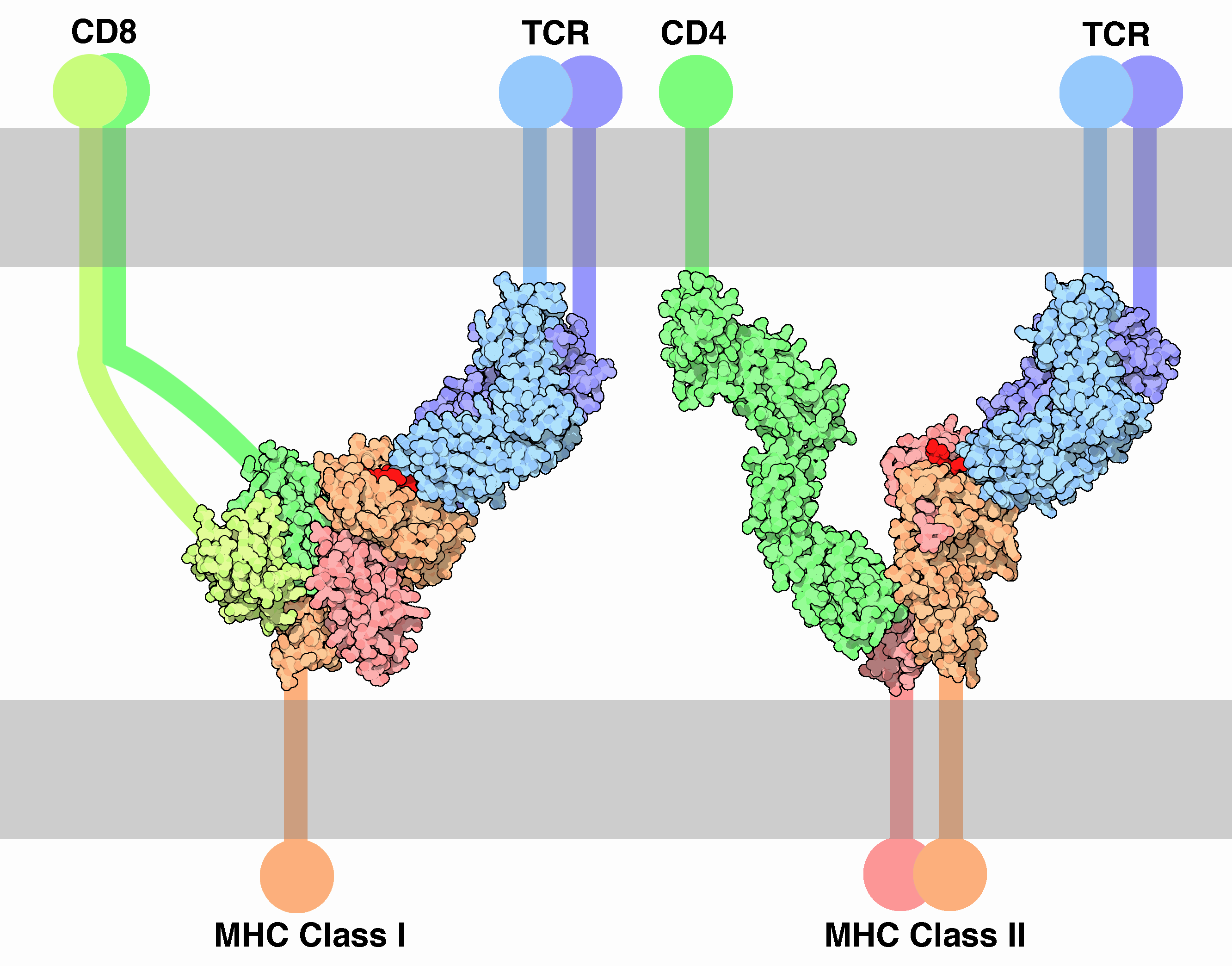
CD4とCD8は典型的なコレセプターである。これらの分子はT細胞上に発現しているが、T細胞上のT細胞受容体と抗原提示細胞の主要組織適合抗原による抗原提示にはCD4やCD8の補助が必要である。

コレセプター（英: co-receptor）は、リガンド認識の促進や病原体の宿主細胞への進入などの生物学的過程の開始のため、主要な受容体（primary receptor、プライマリーレセプター）に加えてシグナル伝達分子が結合する細胞表面受容体である。共受容体、共同受容体、補助受容体などの語があてられる。

## 性質
コレセプターという用語はシグナル伝達に関する文献でよく用いられる。この過程は、外部刺激が細胞内の機能を制御する過程である。細胞の機能を最適化する鍵は、効率的かつ効果的にタスクをこなす特定の装置を持つことである。細胞間での反応において、細胞外シグナルを細胞表面を越えて細胞内へ伝達し、増幅する過程としては、2つの機構が発達している。1つは、細胞表面受容体が細胞内のキナーゼドメイン、または保存された配列モチーフに結合するアダプタータンパク質を介して細胞内へシグナルを伝達する機構である。もう1つはシグナルを伝達する細胞質ドメインを欠く細胞表面受容体が利用する機構であり、こうした受容体はリガンドを結合すると、他の対応する細胞表面受容体と複合体を形成することでシグナル伝達を調節する。こうした細胞表面受容体が、特にコレセプターと呼ばれる。コレセプターは、特に生物医学および免疫学分野において、accessory receptorとも呼ばれる。
コレセプターは三次元構造をとるタンパク質である。一般的に細胞外ドメインは大きく、受容体の76–100%を占める。この大きな細胞外ドメインを構成しているモチーフが、リガンド結合と複合体形成に関与する。こうしたモチーフとしては、グリコサミノグリカン、EGFリピート、システイン残基、ZPドメインなどがある。多様なモチーフによって、コレセプターは2種類から9種類の異なるリガンドに結合することが可能となり、またコレセプター自体もいくつかの異なるコレセプターと相互作用する。大部分のコレセプターは細胞質ドメインを欠き、GPIアンカーで固定されているものが多いものの、いくつかの受容体はキナーゼ活性を持たない短い細胞質ドメインの存在が確認されている。

## 局在と機能
結合するリガンドの種類によって、コレセプターの局在や機能は異なる。リガンドには、インターロイキン、神経栄養因子、FGF、TGF、VEGF、EGFなどがある。胚組織で顕著に発現しているコレセプターは、モルフォゲン勾配の形成や組織分化に必要不可欠な役割を担っている。コレセプターの局在は多様であり、多くの異なる細胞活動に関与している。コレセプターは、細胞シグナル伝達カスケード、胚発生、細胞接着の調節、勾配形成、組織の増殖や遊走に関与していることが明らかにされている。

## 典型的な例

### CDファミリー
CDファミリーのコレセプターは、免疫細胞に存在する、よく研究された受容体群である。CD受容体ファミリーは一般的にコレセプターとして作用する。典型的な例として、CD4はT細胞受容体（TCR）のコレセプターとして作用し、MHCクラスII分子（MHC-II）と結合する。この結合はT細胞で特によく研究されており、休止期T細胞の活性化や、活発に分裂しているT細胞にプログラム細胞死を誘導する役割を果たす。この興味深い二重の影響は、CD4のMHC-IIへの結合を防ぐことで、通常活発なT細胞が示すプログラム細胞死応答が阻害されることから実証された。CD4受容体は4つ並んだIg様ドメインから構成され、1回膜貫通ドメインによって細胞膜に固定されている。CDファミリーの受容体は一般的には単量体もしくは二量体であり、大部分が細胞外に露出しているタンパク質である。CD4受容体はMHCIIといわゆる"ball-on-stick"モデルで相互作用し、CD4のPhe43残基（ボール）がMHC-IIの保存された疎水的なα2、β2ドメイン残基に適合する。MHC-IIとの結合時もCD4は独立した構造を維持し、TCRとはいかなる結合も形成していない。
CDファミリーのコレセプターは幅広い機能を持つ。CD4はTCRとともにMHC-IIと複合体を形成してT細胞の運命を制御するほか、HIVのエンベロープ糖タンパク質gp120が結合するプライマリーレセプターとしても知られている。CD28は、MHC-IIのTCRとCD4への結合に対する「ココレセプター」（‘co-coreceptor’、共刺激受容体）として作用する。CD28は初期活性化に関与している際、T細胞からのIL-2の分泌を増加させる。しかしながら、CD28の遮断はT細胞が活性化された後のプログラム細胞死には影響を与えない。

### CCRファミリー
CCRファミリーの受容体は、通常ケモカイン受容体として機能するGタンパク質共役受容体（IRS）のグループである。これらは主に免疫細胞、特にT細胞上に存在する。CCR受容体は神経細胞の樹状突起やミクログリアでも発現している。CCRファミリーの中でおそらく最も有名で最もよく研究されているのはCCR5（とそれにほぼ相同なCXCR4）であり、これらはHIVの感染の際に主要なコレセプターとして機能する。HIVのエンベロープ糖タンパク質gp120はCD4をプライマリーレセプターとして結合し、その後CCR5がCD4、HIVと複合体を形成することでウイルスの細胞内への進入が可能となる。CCRファミリーの中でHIVの感染を可能にするのはCCR5だけではなく、ファミリーを通じた構造の共通性のため、HIVの一部の系統ではCCR2b、CCR3、CCR8も感染を促進するコレセプターとして利用される。CXCR4は、構造の面ではCCR5ときわめて類似ている。HIVの一部の系統だけがCCR2b、CCR3、CCR8を利用するのに対し、CCR5とCXCR4は全ての系統に利用される。
CCR5はマクロファージ炎症性タンパク質（MIP）に対する親和性を有することが知られており、炎症性免疫応答に関与していると考えられている。この受容体の主な役割に関する理解はHIVの感染時の役割と比較して進んでおらず、炎症応答はいまだに免疫系における理解の乏しい側面である。CCR5のMIPに対する親和性は組織工学などの実践的応用面で大きな関心が寄せられており、宿主の炎症応答や免疫応答を細胞シグナルレベルで制御する試みがなされている。MIPに対する親和性はin vitroにおいて、リガンドの競合によってHIVの感染を阻害するために利用されている。しかしながら、こうした進入阻害剤はHIVの極めて高い適応性や毒性の懸念のため、in vivoでの効果は実証されていない。

## 臨床的意義
コレセプターは細胞のシグナル伝達や調節に重要であるため、多くの疾患への関与が示唆されている。コレセプターのノックアウトマウスは多くの場合発生することができず、一般的に胚性致死または周産期致死となる。
特に免疫学において「コレセプター」という用語は、病原体が細胞にアクセスするために副次的に用いられる受容体、もしくはCD4、CD8、CD28などのT細胞受容体とともに抗原結合やT細胞活性の調節に機能する受容体を指すことが多い。

### 遺伝疾患
コレセプター関連疾患の多くは、受容体をコードする遺伝子の変異によるものである。LRP5は骨量を調節するWntファミリーの糖タンパク質に対するコレセプターとして機能する。このコレセプターの機能異常は骨密度や強度の低下を引き起こし、骨粗鬆症に寄与する。
LRP5の機能喪失変異は骨粗鬆症・偽性神経膠腫症候群、家族性滲出性硝子体網膜症との関係が示唆されており、またLRP5の1つ目ののβプロペラ領域の特定のミスセンス変異は骨密度の異常な増加（大理石骨病）の原因となる。
家族性アルツハイマー病の症例ではLRP1の変異も見られる。
Crypticコレセプターの機能喪失変異は、発生過程での左右軸の欠陥のためにランダムな器官配置の原因となる。
巨人症の一部の症例では、グリピカン3コレセプターの機能喪失が原因であると考えられている。

### がん
CEACAM1は、上皮細胞、内皮細胞、造血細胞で細胞接着を補助するIg様コレセプターであり、血管内皮細胞増殖因子（VEGF）を結合して脈管形成や血管新生時に重要な役割を果たす。
血管新生は胚発生において重要であるが、腫瘍成長の基礎をなす過程でもある。Ceacam1-/-マウスでは、がんでみられる異常な脈管形成が減少し、一酸化窒素の産生が低下する。このことは、この遺伝子を標的とした治療の可能性を示唆している。
また、ニューロピリンコレセプターファミリーもVEGFR1/VEGFR2やプレキシンともにVEGFの結合を媒介し、腫瘍血管の発生に関与している。
CD109はTGF-β受容体の負の調節因子として機能する。TGF-βの結合に伴って、CD109の作用によるエンドサイトーシスを介して受容体はインターナリゼーションされ、細胞内へのシグナル伝達は低下する。このケースでは、がんの特徴である細胞増殖や遊走を指示するシグナルを減少させる、重要な調節機能をコレセプターが果たしている。また、LRPコレセプターファミリーもさまざまな膜受容体とともにTGF-βの結合を媒介している。
IL-1、2、5のインターロイキン受容体（プライマリーレセプター）への結合はコレセプターに依存している。
シンデカン1、4は子宮頸がん、乳がん、肺がん、結腸がんなどさまざまな種類のがんへの関与が示唆されており、発現レベルの異常は予後の悪さと関係している。

### HIV
HIVは細胞に感染するため、エンベロープ糖タンパク質gp120がCD4（プライマリーレセプターとして）、そしてコレセプターとしてCCD5とCXCR4のいずれかと相互作用する。この結合は膜融合を引き起こし、その後の細胞内シグナル伝達によってウイルスの侵入が促進される。HIVの症例の約半数では、CCR5をコレセプターとして利用するウイルスが迅速な感染と伝染に有利に働いているようであり、CXCR4をコレセプターとして利用するウイルスは疾患のより後期の免疫抑制段階になるまで出現しない。ウイルスは感染の過程で利用するコレセプターをCCR5からCXCR4へ切り替えることが多く、このことは疾患の進行の指標となる。近年のエビデンスでは、一部の形態のHIVは粘膜組織への結合効率を高めるためにα4β7インテグリンも利用することが示唆されている。

### C型肝炎
C型肝炎ウイルス（HCV）の感染にはCD81コレセプターが必要である。タイトジャンクションタンパク質クローディン1（CLDN1）もHCVの侵入に関与している可能性が研究から示唆されている。クローディンファミリーの異常は肝細胞がんで一般的にみられ、ヒトパピローマウイルスの感染によるものである場合がある。

### 自己免疫疾患
T細胞の活性化を防いで自己免疫疾患を抑えるため、抗体を用いたCD4コレセプターの遮断を行うことが可能である。この遮断は"dominant" な効果を示すようであり、すなわちいったん遮断が行われると、T細胞は活性化能を再獲得することがない。この効果はその後ナイーブT細胞にも広がり、CD4+CD25+GITR+FoxP3+制御性T細胞表現型に切り替えられる。

## 現在の研究領域
現在コレセプターの研究が最も盛んにおこなわれている領域は、HIVとがんである。HIV研究では、宿主のさまざまなコレセプターへのHIV系統の適応が集中的な研究領域となっている。がん研究では、腫瘍細胞に対する免疫応答の亢進に主な焦点が当てられているが、がん細胞自身が発現している受容体の研究も行われている。

### HIV
HIVに関するコレセプター研究の大部分は、CCR5コレセプターに焦点を当てたものである。HIVの大部分の系統はCCR5受容体を利用する。HIV-2の系統はCXCR4受容体も利用するが、両者のうち主な標的とされているのはCCR5受容体である。CCR5とCXCR4はどちらも7回膜貫通型GPCRである。HIVの異なる系統が異なるコレセプターに作用する場合もあるが、ウイルスが利用するコレセプターを切り替える場合もある。例えば、主要な系統ではCCR5とCXCR4の双方がHIVの主要なコレセプターの標的となるが、HIV-1とHIV-2はどちらもCCR8をコレセプターとして利用する場合がある。異なる系統間でのコレセプター標的のクロスオーバーと、支配的なコレセプターを切り替える能力は、HIVの臨床治療の妨げとなる場合がある。WR321モノクローナル抗体などによる治療は、CCR5型HIV-1の一部の系統を阻害し、細胞への感染を防ぐことができる。このモノクローナル抗体は、HIV-1を阻害するβ-ケモカインの放出を引き起こし、他の細胞への感染を防ぐ。

### がん
がんにおけるコレセプター研究においては、TGF-βのコレセプターなど、成長因子によって活性化されるコレセプターが対象となっている。コレセプターエンドグリンは腫瘍細胞の表面に発現しており、その発現は細胞の可塑性や腫瘍の発生と相関している。TGF-βの他のコレセプターにはCD8がある。その正確な機構は不明であるが、CD8コレセプターはT細胞の活性化とTGF-βを介した免疫抑制を亢進することが示されている。TGF-βはインテグリンとFAKを介して細胞の可塑性に影響を与えることが示されている。腫瘍細胞のコレセプターや、それらのT細胞との相互作用からはがん免疫療法に対する重要な考察がもたらされる。ソルチリンなどp75のコレセプターに関する研究からは、ソルチリンと神経成長因子の一種であるニューロトロフィンとの関係が示唆されている。p75受容体とそのコレセプターは腫瘍のaggressiveness、具体的にはニューロトロフィンの特定の形態の細胞死を防ぐ能力を介して影響を与えることが示されている。p75のコレセプターであるソルチリンはNK細胞上に存在するが、ニューロトロフィン受容体は低レベルでのみ存在する。ソルチリンはニューロトロフィンホモログと共に機能し、ニューロトロフィンの免疫応答を変化させると考えられている。